# Dragon Ball Z: Budokai Tenkaichi 3
Dragon Ball Z: Budokai Tenkaichi 3 ou Dragon Ball Z: Sparking! METEOR (ドラゴンボールZ Sparking! METEOR) é um jogo eletrônico para PlayStation 2 e Wii em 3D, de gêneros ação e luta, desenvolvido pela Spike e publicado pela Atari, na América do Norte, e pela Namco Bandai, na Europa e no Japão. A versão para PlayStation 2 foi lançada na América do Norte e na Europa em 9 e 13 de novembro de 2007, respectivamente. Já o lançamento da versão para Wii ocorreu no dia 3 de dezembro de 2007 nos Estados Unidos e em 15 de fevereiro de 2008 no Reino Unido. No Japão, ambas as versões lançaram no dia 4 de outubro de 2007.
O jogo foi baseado no mangá e no anime Dragon Ball, e é o primeiro jogo da série a ter conexão Wi-Fi na versão do Nintendo Wii.Budokai Tenkaichi 3 também possui mais de 150 personagens jogáveis e mais de 30 estágios; elementos recorrentes em relação a seu antecessor, Budokai Tenkaichi 2, como os Blast Stocks e os Ki Gauges. Cada versão do jogo tem um modo exclusivo: enquanto a versão do Wii tem o modo online com o Wi-Fi, a versão para PlayStation 2 tem o Disc Fusion System, que serve para acessar níveis novos de jogos anteriores, e ao mesmo tempo compensar a falta do primeiro. Ainda no ano de lançamento, o IGN elegeu Budokai Tenkaichi 3 como o "melhor jogo de luta para Wii da E3 2007". O jogo teve um total de 0,94 milhões de vendas globais para a versão Wii, e 3 milhões de vendas globais para a versão PlayStation 2.

## Jogabilidade

Rei Vegeta (esquerda) e Rei Cold (direita) são dois personagens novos na série Budokai Tenkaichi

Dragon Ball Z: Budokai Tenkaichi 3 possui 150 personagens jogáveis, sendo que, 120 deles estiveram presente em seu antecessor. O jogo também introduz novos personagens que ainda não haviam aparecido em jogos de Dragon Ball Z, como Rei Cold, Nail e Rei Vegeta. Além disso, possui mais de trinta estágios jogáveis, cujo cenário varia entre dia e noite, sendo que, os estágios noturnos possibilitam a transformação, através da lua, de alguns personagens. Em relação a seu antecessor, Budokai Tenkaichi 3 agora possui movimentos mais simplificados, com o uso de combos por um botão. Além disso, ele tem dez modos diferentes de jogo, dentre eles: "Dragon History", onde o jogador disputa batalhas referentes ao enredo da série, que é dividida em sagas; nesse modo pode-se também obter novos personagens, Z Points e achar as Dragon Balls escondidas; "Ultimate Battle", em que há quatro sub-modos, o Sim Dragon, um simulador de batalhas, o Mission 100, modo em que se adquire pontos por vencer batalhas, o Survival Mode, destrancado ao completar 30 batalhas do Mission 100, e o Disc Fusion System, sub-modo exclusivo para versão do PlayStation 2.
A versão do jogo para Wii também oferece um modo único, o "Dragon Net Battle", em que se pode jogar online com outras pessoas. Além disso, essa versão possibilita que o jogador utilize movimentos de ataque no jogo da mesma forma em que eram feitos em Dragon Ball Z, como o Kamehameha e a Genki Dama; e também pode ser jogada com o Wii Remote ou o Nunchuk. Budokai Tenkaichi 3 acrescenta a possibilidade de o jogador salvar as lutas que gostou para poder assistir depois; assim como também introduz novos movimentos, como o Sonic Sway, que serve para desviar de ataque próximos. Outros modos presentes no jogo são o "Evolution Z", que serve para a compra de itens e customização de personagens através dos Z Points, e o "Character Reference", modo que tem dados sobre Dragon Ball. O jogo também possui elementos da série, como os ataques Blast 1, que servem como preparação para os ataques especiais e que são usados dependendo do número do Blast Stock (estoque de explosão), e Blast 2 (ataques especiais) e que são usados dependendo do número do Ki Gauge (Barra de Ki). Outros elementos, como a barra de vida e a luta limitada por tempo reaparecem no jogo.

## Desenvolvimento
Dragon Ball Z: Budokai Tenkaichi 3 foi desenvolvido pela Spike e publicado pela Atari na América do Norte, e pela Namco Bandai na Europa e no Japão. Foi anunciado em 31 de outubro de 2007, pela Atari, o lançamento da versão de colecionador de Budokai Tenkaichi 3, que contém o jogo, um livro exclusivo de arte digital com 50 páginas, relatando o desenvolvimento dos personagens e dos estágios do jogo, e um pôster de parede. Ainda em outubro de 2007, Budokai Tenkaichi 3 foi relançado para PlayStation 2 e Nintendo Wii, como parte da Sony Greatest Hits. Foram criados cerca de dez movimentos especiais na versão do jogo para Wii, como os do Kamehameha, da Genki Dama e do Masenko, porque eles seriam mais fáceis de usar e também porque teriam mais interatividade, pois a equipe de produção já havia "descartado o cursor", que tinha sido usado em Dragon Ball Z: Budokai Tenkaichi 2.
Donny Clay, produtor do jogo, comentou em uma entrevista ao site Siliconera que o modo online não foi introduzido na versão PlayStation 2 porque não havia componentes online o suficiente para que pudessem trabalhar, então a equipe de desenvolvimento decidiu focar o uso do modo na versão Wii, e também disse que estava feliz por falar que Budokai Tenkaichi 3 era um dos primeiros jogos de luta para Wii online. O produtor comentou um pouco sobre o Disc Fusion System, que, segundo ele, servia para "destrancar alguns modos exclusivos de PlayStation 2", e também para compensar a falta do modo online nessa versão. Além disso, o modo foi introduzido no jogo como uma forma de "celebrar o último jogo da série Tenkaichi para o PlayStation 2 Computer Entertainment System". Emily Anadu, gerente de produtos da Atari, comentou a respeito dos modos exclusivos de cada versão, que "adicionar jogabilidade online para o Wii irá finalmente entregar um recurso pelo qual os fãs esperaram, enquanto o 'Disc Fusion System' no sistema do PlayStation 2 recompensa aqueles fãs que nos suportaram desde o começo da série Budokai Tenkaichi".
Os criadores justicaram a adição do modo online de novos personagem como uma solicitação de fãs. Mas ainda assim houve outros pedidos que não puderam ser atendidos, como o do uso de um criador de personagens, que Donny disse ser "definitivamente algo que eu amaria fazer, mas não tivemos a chance de o pôr no jogo ainda". A respeito do não-lançamento do jogo para o Xbox 360, ele disse que era um grande fã dessa plataforma, e que estava muito excitado sobre o avanço da série para ela, e já estavam trabalhando em uma próxima geração que fosse compatível com ela. Já havia planos de um "Budokai Tenkaichi 4" compatível com essa plataforma, mas o próximo jogo a ser lançado foi na verdade Raging Blast.

## Recepção
Dragon Ball Z: Budokai Tenkaichi 3 teve um total de vendas globais em 0,94 e 3 milhões para as versões Wii e PlayStation 2, respectivamente. O jogo também recebeu boas avaliações por muitos sites. O IGN deu nota 8 para as duas versões, e disse que "Dragon Ball Z tem dado alguns dos melhores lutadores de anime na história dos jogos", e fez comparativos com Budokai Tenkaichi 2, dizendo que "em Tenkaichi 2, o Story Mode foi constituído por um conjunto de conteúdo simplesmente ridículo, que incluíam mais batalhas do que qualquer pessoa em sã consciência se importaria em terminar. Você tinha todas as sagas, cada batalha possível de cada episódio da série, e uma lista interminável de lutas por causa disso. A apresentação foi simples, mas a recompensa foi enorme. Na Dragon History desse ano, você tem uma experiência mais cinematográfica". Mas o site também fez algumas críticas, e disse que, enquanto na série havia mais de seis personagens nas cenas de luta, no jogo só havia dois personagens, tornando a história enrolada; e comentou que os jogadores perdem uma tonelada de batalhas em potencial. Ele também questionou as especialidades de cada console, dizendo que era "óbvio que a Atari queria algo para a versão de PS2 que competisse com o Wii online". Além disso, o IGN também elegeu Dragon Ball Z: Budokai Tenkaichi 3 como o melhor jogo de luta para Wii da E3 de 2007, tendo como segundo lugar Godzilla: Unleashed, também da Atari.
Metacritic, outro site mediador, deu notas 7,3 e 7,2 para as versões PlayStation 2 e Wii, respectivamente, baseados em 51 críticas ao todo (24 da versão PS2 e 27 da versão Wii). O site Game Chronicles deu notas 8, para a versão Wii, e 8,5, para a versão PlayStation 2, e disse que o único problema do modo Dragon Net Battle é a lag presente; assim como também falou que, sobre a versão PS2, "o maior problema com Tenkaichi 3 em relação aos gráficos é a aparente inabilidade de mostrar mais de dois personagens ao mesmo tempo no Story Mode". O GameSpy deu nota de três estrelas e meio () para as duas versões do jogo; e disse que "os gráficos cel-shaded do jogo fazem um tremendo trabalho ao recriar a aparência do anime". O site Videogamer fez avaliação só da versão PlayStation 2, dando-lhe uma nota 7; e disse que Dragon Ball Z Budokai Tenkaichi 3 é "um jogo de luta difícil porque as coisas acontecem rápido: há vários comandos e você precisa pegar o sincronismo correto para um jogo avançado", além de ter reclamado da lag no Dragon Net Battle e ter finalizado dizendo que o jogo "será de maior interesse desses que amam a série" e "ignore isso, [problemas com o Dragon Net Battle] e, surpreendente, você terá um dos mais divertidos jogos de luta para Wii".
O site 1UP não fez avaliações da versão Wii, e avaliou a versão PlayStation 2 com uma nota B-. Ele também fez comentários sobre alguns aspectos do jogo, e disse que "para o iniciante, embora, o sistema de combate pode ser ser frustrante. É lhe dado uma enorme variedade, do Z Counter ao Heavy Finish a um tempo restrito para defletir Ki Blasts, o que pode fazer com que os jogadores se sintam impotentes, sem ajuda contra a melhorada inteligência artificial, que aparentemente sabe contra-atacar qualquer tipo de situação". O site também disse que "a parte principal do combate permanece altamente inalterada com relação a de Budokai Tenkaichi 2", apesar de ter algumas diferenças; e comentou que a redução do tempo de luta no Dragon History, "pode parecer um ato de preguiça da Spike", mas também falou que os estágios ficaram maiores em extensão, e mais inclusivos na experiência; e finalizou dizendo que a "Spike, através dos anos em que trabalhou nesse complicado meio, deu aos fãs o que eles queriam: um retrato divertido e excitante espelhado no espírito e ferocidade de Dragon Ball Z".